# 前田道彦
前田道彦（まえだ みちひこ）は、株式会社いいずな書店の社長、日本の新左翼である第四インターの元活動家。

## 成田空港問題との関わり
過去には第四インターの活動家として三里塚闘争支援に携わった。1978年3月26日の成田空港管制塔占拠事件では行動隊長として管制塔に突入して管制機器を破壊し、新東京国際空港（現・成田国際空港）の開港を遅らせた。逮捕され、航空危険罪などで懲役9年の判決を受ける。
1981年に最高裁判所の棄却により確定していた、襲撃事件で破壊した航空管制機材等に対する国と新東京国際空港公団への損害賠償金4,400万円に関して、事件から27年後の2005年に、遅延損害金も含めて1億300万円の請求が、法務省から元活動家らやその雇用主に通知された。同年11月11日に、前田ら元受刑者は記者らを集めてカンパ等を通じて集められた1億300万円を国土交通省に届けるパフォーマンスを行った。
1999年に桐原書店から出版された英文法参考書の『総合英語Forest』の編集に携わった。